# Rudolf Reder
Rudolf Reder, född 4 april 1881 i Lwów, död 1968 i Toronto, var en tysk kemist. 
I mitten av augusti 1942 deporterades han till förintelselägret Bełżec, där han med andra judiska fångar grävde massgravar och rengjorde gaskamrarna efter massgasningar. I slutet av november 1942 kommenderades han in till Lwów för att anskaffa plåt. Hans vakt somnade och Reder lyckades rymma. Efter andra världskriget utvandrade han till Kanada.
Reder är tillsammans med Chaim Hirszman de enda två kända judiska överleverna från Bełżec. 1946 publicerade han boken Bełżec, i vilken han berättar om sina upplevelser.